# Изоцианат сульфонилфторида
Изоцианат сульфонилфторида — неорганическое соединение,
изоциано-фтороангидрид серной кислоты
с формулой FSO2NCO,
бесцветная жидкость.

## Получение
- Реакция бисизоцианата сульфонила и фторсульфоновой кислоты:

{\displaystyle {\mathsf {SO_{2}(NCO)_{2}+HSO_{3}F\ {\xrightarrow {140-150^{o}C}}\ FSO_{2}NCO+HSO_{3}NCO}}}
- Обмен галогена в изоцианате сульфонилхлорида с помощью фторида натрия:

{\displaystyle {\mathsf {ClSO_{2}NCO+NaF\ {\xrightarrow {}}\ FSO_{2}NCO+NaCl}}}

## Физические свойства
Изоцианат сульфонилфторида образует бесцветную легколетучую жидкость.
Растворяется в апротонных органических растворителях.